# 硝酸钙
硝酸钙[Ca(NO3)2]是硝酸根离子与钙离子化和生成的无机盐。为无色透明单斜晶体。

## 物理和化学性质
硝酸钙易溶于水、甲醇、乙醇、戊醇、丙酮、醋酸甲酯及液氨。置于空气中易潮解。硝酸钙是氧化剂，遇到有机物、硫等就会燃烧爆炸，发出红色火焰。于132℃分解；若再加热至495～500℃时会分解为氧气和亚硝酸钙；若继续加热则分解生成氧化氮气体和氧化钙。

## 安全性
硝酸钙对皮肤有刺激和烧灼的作用，皮肤接触会发红、瘙痒，也可能大面积的溃疡。应避免吸入其粉末。
{\displaystyle }

## 用途
用于制造氮肥、煙火和硝酸盐。

## 制取
常将碳酸钙投入硝酸中制取硝酸钙：
CaCO3 + 2HNO3 → Ca(NO3)2 + H2O + CO2↑